# Baskien runt 2023
Baskien runt 2023 var den 62:a upplagan av det spanska etapploppet Baskien runt. Cykelloppets sex etapper kördes mellan den 3 och 8 april 2023 med start i Vitoria-Gasteiz och målgång i Eibar. Loppet var en del av UCI World Tour 2023 och vanns av danska Jonas Vingegaard från cykelstallet Jumbo–Visma.

## Deltagande lag
| WorldTeams (18)- AG2R Citroën Team - Alpecin-Deceuninck - Astana Qazaqstan Team - Bahrain Victorious - Bora-Hansgrohe - Cofidis - EF Education-EasyPost - Groupama-FDJ - Ineos Grenadiers - Intermarché-Circus-Wanty - Jumbo-Visma - Movistar Team - Soudal Quick-Step - Arkéa-Samsic - Team Jayco AlUla - Team DSM - Trek-Segafredo - UAE Team Emirates ProTeams (5)- Burgos-BH - Caja Rural-Seguros RGA - Equipo Kern Pharma - Euskaltel-Euskadi - TotalEnergies |
| |

## Etapper
| Etapp | Datum | Start – mål                           | type       | Distans (km) | Höjdskillnad (m) | Etappvinnare     | Totalledare      |
| ----- | ----- | ------------------------------------- | ---------- | ------------ | ---------------- | ---------------- | ---------------- |
| 1     | 3 apr | Vitoria-Gasteiz – Labastida           | Kuperat    | 165,4        | 2 514 m          | Ethan Hayter     | Ethan Hayter     |
| 2     | 4 apr | Viana – Leitza                        | Bergsetapp | 193,8        | 3 261 m          | Ide Schelling    | Ide Schelling    |
| 3     | 5 apr | Errenteria – Villabona                | Kuperat    | 153,9        | 2 586 m          | Jonas Vingegaard | Jonas Vingegaard |
| 4     | 6 apr | Santurtzi – Santurtzi                 | Kuperat    | 175,7        | 3 091 m          | Jonas Vingegaard | Jonas Vingegaard |
| 5     | 7 apr | Amorebieta-Etxano – Amorebieta-Etxano | Bergsetapp | 165,9        | 3 260 m          | Sergio Higuita   | Jonas Vingegaard |
| 6     | 8 apr | Eibar – Eibar                         | Bergsetapp | 137,8        | 3 472 m          | Jonas Vingegaard | Jonas Vingegaard |

### 1:a etappen
| Vitoria-Gasteiz - Labastida | Kuperat | (165,4 km) |

| \| Placeringar i etappen \| Placeringar i etappen \| Placeringar i etappen \| Placeringar i etappen \| Placeringar i etappen \| \| Cyklist \| Cyklist \| Lag \| Tid \| \| \| --------------------- \| --------------------- \| ---------------------- \| --------------------- \| --------------------- \| \| 1. \| Ethan Hayter \| Ineos Grenadiers \| 4t 01' 24" \| \| \| 2. \| Mauro Schmid \| Soudal Quick-Step \| + 0" \| \| \| 3. \| Jon Aberasturi \| Trek-Segafredo \| + 0" \| \| \| 4. \| Alex Aranburu \| Movistar Team \| + 0" \| \| \| 5. \| Orluis Aular \| Caja Rural-Seguros RGA \| + 0" \| \| \| 6. \| Richard Carapaz \| EF Education-EasyPost \| + 0" \| \| \| 7. \| Quinten Hermans \| Alpecin-Deceuninck \| + 0" \| \| \| 8. \| Gonzalo Serrano \| Movistar Team \| + 0" \| \| \| 9. \| Mattias Skjelmose \| Trek-Segafredo \| + 0" \| \| \| 10. \| Christian Scaroni \| Astana Qazaqstan Team \| + 0" \| \| |                   |                        |            |
| |                   |                        |            |
| Källa: ProCyclingStats |                   |                        |            |
| Placeringar i etappen |                   |                        |            |
| Cyklist | Cyklist           | Lag                    | Tid        |
| 1. | Ethan Hayter      | Ineos Grenadiers       | 4t 01' 24" |
| 2. | Mauro Schmid      | Soudal Quick-Step      | + 0"       |
| 3. | Jon Aberasturi    | Trek-Segafredo         | + 0"       |
| 4. | Alex Aranburu     | Movistar Team          | + 0"       |
| 5. | Orluis Aular      | Caja Rural-Seguros RGA | + 0"       |
| 6. | Richard Carapaz   | EF Education-EasyPost  | + 0"       |
| 7. | Quinten Hermans   | Alpecin-Deceuninck     | + 0"       |
| 8. | Gonzalo Serrano   | Movistar Team          | + 0"       |
| 9. | Mattias Skjelmose | Trek-Segafredo         | + 0"       |
| 10. | Christian Scaroni | Astana Qazaqstan Team  | + 0"       |

| \| Totaltävlingen \| Totaltävlingen \| Totaltävlingen \| Totaltävlingen \| Totaltävlingen \| \| Cyklist \| Cyklist \| Lag \| Tid \| \| \| -------------- \| ------------------ \| ---------------------- \| -------------- \| -------------- \| \| 1. \| Ethan Hayter \| Ineos Grenadiers \| 4t 01' 14" \| \| \| 2. \| Mauro Schmid \| Soudal Quick-Step \| + 4" \| \| \| 3. \| Jon Aberasturi \| Trek-Segafredo \| + 6" \| \| \| 4. \| Daniel Martínez \| Ineos Grenadiers \| + 7" \| \| \| 5. \| Jonas Vingegaard \| Jumbo-Visma \| + 8" \| \| \| 6. \| Marc Soler \| UAE Team Emirates \| + 9" \| \| \| 7. \| Cristián Rodríguez \| Arkéa-Samsic \| + 9" \| \| \| 8. \| Alex Aranburu \| Movistar Team \| + 10" \| \| \| 9. \| Orluis Aular \| Caja Rural-Seguros RGA \| + 10" \| \| \| 10. \| Richard Carapaz \| EF Education-EasyPost \| + 10" \| \| |                    |                        |            |
| |                    |                        |            |
| Källa: ProCyclingStats |                    |                        |            |
| Totaltävlingen |                    |                        |            |
| Cyklist | Cyklist            | Lag                    | Tid        |
| 1. | Ethan Hayter       | Ineos Grenadiers       | 4t 01' 14" |
| 2. | Mauro Schmid       | Soudal Quick-Step      | + 4"       |
| 3. | Jon Aberasturi     | Trek-Segafredo         | + 6"       |
| 4. | Daniel Martínez    | Ineos Grenadiers       | + 7"       |
| 5. | Jonas Vingegaard   | Jumbo-Visma            | + 8"       |
| 6. | Marc Soler         | UAE Team Emirates      | + 9"       |
| 7. | Cristián Rodríguez | Arkéa-Samsic           | + 9"       |
| 8. | Alex Aranburu      | Movistar Team          | + 10"      |
| 9. | Orluis Aular       | Caja Rural-Seguros RGA | + 10"      |
| 10. | Richard Carapaz    | EF Education-EasyPost  | + 10"      |

### 2:a etappen
| Viana - Leitza | Bergsetapp | (193,8 km) |

| \| Placeringar i etappen \| Placeringar i etappen \| Placeringar i etappen \| Placeringar i etappen \| Placeringar i etappen \| \| Cyklist \| Cyklist \| Lag \| Tid \| \| \| --------------------- \| --------------------- \| --------------------- \| --------------------- \| --------------------- \| \| 1. \| Ide Schelling \| Bora-Hansgrohe \| 4t 53' 33" \| \| \| 2. \| Matteo Sobrero \| Team Jayco AlUla \| + 0" \| \| \| 3. \| David Gaudu \| Groupama-FDJ \| + 0" \| \| \| 4. \| Alex Aranburu \| Movistar Team \| + 0" \| \| \| 5. \| Brandon McNulty \| UAE Team Emirates \| + 0" \| \| \| 6. \| Andrea Bagioli \| Soudal Quick-Step \| + 0" \| \| \| 7. \| Rigoberto Urán \| EF Education-EasyPost \| + 0" \| \| \| 8. \| Christian Scaroni \| Astana Qazaqstan Team \| + 0" \| \| \| 9. \| Simon Guglielmi \| Arkéa-Samsic \| + 0" \| \| \| 10. \| Ruben Guerreiro \| Movistar Team \| + 0" \| \| |                   |                       |            |
| |                   |                       |            |
| Källa: ProCyclingStats |                   |                       |            |
| Placeringar i etappen |                   |                       |            |
| Cyklist | Cyklist           | Lag                   | Tid        |
| 1. | Ide Schelling     | Bora-Hansgrohe        | 4t 53' 33" |
| 2. | Matteo Sobrero    | Team Jayco AlUla      | + 0"       |
| 3. | David Gaudu       | Groupama-FDJ          | + 0"       |
| 4. | Alex Aranburu     | Movistar Team         | + 0"       |
| 5. | Brandon McNulty   | UAE Team Emirates     | + 0"       |
| 6. | Andrea Bagioli    | Soudal Quick-Step     | + 0"       |
| 7. | Rigoberto Urán    | EF Education-EasyPost | + 0"       |
| 8. | Christian Scaroni | Astana Qazaqstan Team | + 0"       |
| 9. | Simon Guglielmi   | Arkéa-Samsic          | + 0"       |
| 10. | Ruben Guerreiro   | Movistar Team         | + 0"       |

| \| Totaltävlingen \| Totaltävlingen \| Totaltävlingen \| Totaltävlingen \| Totaltävlingen \| \| Cyklist \| Cyklist \| Lag \| Tid \| \| \| -------------- \| ----------------- \| --------------------- \| -------------- \| -------------- \| \| 1. \| Ide Schelling \| Bora-Hansgrohe \| 8t 54' 47" \| \| \| 2. \| Matteo Sobrero \| Team Jayco AlUla \| + 4" \| \| \| 3. \| David Gaudu \| Groupama-FDJ \| + 6" \| \| \| 4. \| Mikel Landa \| Bahrain Victorious \| + 7" \| \| \| 5. \| Jonas Vingegaard \| Jumbo-Visma \| + 8" \| \| \| 6. \| Alex Aranburu \| Movistar Team \| + 10" \| \| \| 7. \| Andrea Bagioli \| Soudal Quick-Step \| + 10" \| \| \| 8. \| Christian Scaroni \| Astana Qazaqstan Team \| + 10" \| \| \| 9. \| Mattias Skjelmose \| Trek-Segafredo \| + 10" \| \| \| 10. \| Richard Carapaz \| EF Education-EasyPost \| + 10" \| \| |                   |                       |            |
| |                   |                       |            |
| Källa: ProCyclingStats |                   |                       |            |
| Totaltävlingen |                   |                       |            |
| Cyklist | Cyklist           | Lag                   | Tid        |
| 1. | Ide Schelling     | Bora-Hansgrohe        | 8t 54' 47" |
| 2. | Matteo Sobrero    | Team Jayco AlUla      | + 4"       |
| 3. | David Gaudu       | Groupama-FDJ          | + 6"       |
| 4. | Mikel Landa       | Bahrain Victorious    | + 7"       |
| 5. | Jonas Vingegaard  | Jumbo-Visma           | + 8"       |
| 6. | Alex Aranburu     | Movistar Team         | + 10"      |
| 7. | Andrea Bagioli    | Soudal Quick-Step     | + 10"      |
| 8. | Christian Scaroni | Astana Qazaqstan Team | + 10"      |
| 9. | Mattias Skjelmose | Trek-Segafredo        | + 10"      |
| 10. | Richard Carapaz   | EF Education-EasyPost | + 10"      |

### 3:e etappen
| Errenteria - Villabona | Kuperat | (153,9 km) |

| \| Placeringar i etappen \| Placeringar i etappen \| Placeringar i etappen \| Placeringar i etappen \| Placeringar i etappen \| \| Cyklist \| Cyklist \| Lag \| Tid \| \| \| --------------------- \| --------------------- \| --------------------- \| --------------------- \| --------------------- \| \| 1. \| Jonas Vingegaard \| Jumbo-Visma \| 3t 51' 58" \| \| \| 2. \| Mikel Landa \| Bahrain Victorious \| + 2" \| \| \| 3. \| Enric Mas \| Movistar Team \| + 2" \| \| \| 4. \| Ion Izagirre \| Cofidis \| + 8" \| \| \| 5. \| David Gaudu \| Groupama-FDJ \| + 8" \| \| \| 6. \| Mattias Skjelmose \| Trek-Segafredo \| + 10" \| \| \| 7. \| Felix Gall \| AG2R Citroën Team \| + 12" \| \| \| 8. \| Andrea Bagioli \| Soudal Quick-Step \| + 13" \| \| \| 9. \| Simon Yates \| Team Jayco AlUla \| + 13" \| \| \| 10. \| Alex Aranburu \| Movistar Team \| + 13" \| \| |                   |                    |            |
| |                   |                    |            |
| Källa: ProCyclingStats |                   |                    |            |
| Placeringar i etappen |                   |                    |            |
| Cyklist | Cyklist           | Lag                | Tid        |
| 1. | Jonas Vingegaard  | Jumbo-Visma        | 3t 51' 58" |
| 2. | Mikel Landa       | Bahrain Victorious | + 2"       |
| 3. | Enric Mas         | Movistar Team      | + 2"       |
| 4. | Ion Izagirre      | Cofidis            | + 8"       |
| 5. | David Gaudu       | Groupama-FDJ       | + 8"       |
| 6. | Mattias Skjelmose | Trek-Segafredo     | + 10"      |
| 7. | Felix Gall        | AG2R Citroën Team  | + 12"      |
| 8. | Andrea Bagioli    | Soudal Quick-Step  | + 13"      |
| 9. | Simon Yates       | Team Jayco AlUla   | + 13"      |
| 10. | Alex Aranburu     | Movistar Team      | + 13"      |

| \| Totaltävlingen \| Totaltävlingen \| Totaltävlingen \| Totaltävlingen \| Totaltävlingen \| \| Cyklist \| Cyklist \| Lag \| Tid \| \| \| -------------- \| ----------------- \| ------------------ \| -------------- \| -------------- \| \| 1. \| Jonas Vingegaard \| Jumbo-Visma \| 12t 46' 43" \| \| \| 2. \| Mikel Landa \| Bahrain Victorious \| + 5" \| \| \| 3. \| David Gaudu \| Groupama-FDJ \| + 16" \| \| \| 4. \| Ion Izagirre \| Cofidis \| + 20" \| \| \| 5. \| Enric Mas \| Movistar Team \| + 21" \| \| \| 6. \| Mattias Skjelmose \| Trek-Segafredo \| + 22" \| \| \| 7. \| Matteo Sobrero \| Team Jayco AlUla \| + 23" \| \| \| 8. \| Alex Aranburu \| Movistar Team \| + 25" \| \| \| 9. \| Andrea Bagioli \| Soudal Quick-Step \| + 25" \| \| \| 10. \| Rémy Rochas \| Cofidis \| + 25" \| \| |                   |                    |             |
| |                   |                    |             |
| Källa: ProCyclingStats |                   |                    |             |
| Totaltävlingen |                   |                    |             |
| Cyklist | Cyklist           | Lag                | Tid         |
| 1. | Jonas Vingegaard  | Jumbo-Visma        | 12t 46' 43" |
| 2. | Mikel Landa       | Bahrain Victorious | + 5"        |
| 3. | David Gaudu       | Groupama-FDJ       | + 16"       |
| 4. | Ion Izagirre      | Cofidis            | + 20"       |
| 5. | Enric Mas         | Movistar Team      | + 21"       |
| 6. | Mattias Skjelmose | Trek-Segafredo     | + 22"       |
| 7. | Matteo Sobrero    | Team Jayco AlUla   | + 23"       |
| 8. | Alex Aranburu     | Movistar Team      | + 25"       |
| 9. | Andrea Bagioli    | Soudal Quick-Step  | + 25"       |
| 10. | Rémy Rochas       | Cofidis            | + 25"       |

### 4:e etappen
| Santurtzi - Santurtzi | Kuperat | (175,7 km) |

| \| Placeringar i etappen \| Placeringar i etappen \| Placeringar i etappen \| Placeringar i etappen \| Placeringar i etappen \| \| Cyklist \| Cyklist \| Lag \| Tid \| \| \| --------------------- \| --------------------- \| --------------------- \| --------------------- \| --------------------- \| \| 1. \| Jonas Vingegaard \| Jumbo-Visma \| 3t 51' 58" \| \| \| 2. \| Mikel Landa \| Bahrain Victorious \| + 0" \| \| \| 3. \| Mauro Schmid \| Soudal Quick-Step \| + 2" \| \| \| 4. \| Matteo Sobrero \| Team Jayco AlUla \| + 2" \| \| \| 5. \| Brandon McNulty \| UAE Team Emirates \| + 2" \| \| \| 6. \| Rigoberto Urán \| EF Education-EasyPost \| + 2" \| \| \| 7. \| David Gaudu \| Groupama-FDJ \| + 2" \| \| \| 8. \| Felix Gall \| AG2R Citroën Team \| + 2" \| \| \| 9. \| Clément Champoussin \| Arkéa-Samsic \| + 2" \| \| \| 10. \| Mattias Skjelmose \| Trek-Segafredo \| + 2" \| \| |                     |                       |            |
| |                     |                       |            |
| Källa: ProCyclingStats |                     |                       |            |
| Placeringar i etappen |                     |                       |            |
| Cyklist | Cyklist             | Lag                   | Tid        |
| 1. | Jonas Vingegaard    | Jumbo-Visma           | 3t 51' 58" |
| 2. | Mikel Landa         | Bahrain Victorious    | + 0"       |
| 3. | Mauro Schmid        | Soudal Quick-Step     | + 2"       |
| 4. | Matteo Sobrero      | Team Jayco AlUla      | + 2"       |
| 5. | Brandon McNulty     | UAE Team Emirates     | + 2"       |
| 6. | Rigoberto Urán      | EF Education-EasyPost | + 2"       |
| 7. | David Gaudu         | Groupama-FDJ          | + 2"       |
| 8. | Felix Gall          | AG2R Citroën Team     | + 2"       |
| 9. | Clément Champoussin | Arkéa-Samsic          | + 2"       |
| 10. | Mattias Skjelmose   | Trek-Segafredo        | + 2"       |

| \| Totaltävlingen \| Totaltävlingen \| Totaltävlingen \| Totaltävlingen \| Totaltävlingen \| \| Cyklist \| Cyklist \| Lag \| Tid \| \| \| -------------- \| ----------------- \| ------------------ \| -------------- \| -------------- \| \| 1. \| Jonas Vingegaard \| Jumbo-Visma \| 17t 08' 56" \| \| \| 2. \| Mikel Landa \| Bahrain Victorious \| + 12" \| \| \| 3. \| David Gaudu \| Groupama-FDJ \| + 31" \| \| \| 4. \| Matteo Sobrero \| Team Jayco AlUla \| + 33" \| \| \| 5. \| Ion Izagirre \| Cofidis \| + 33" \| \| \| 6. \| Enric Mas \| Movistar Team \| + 36" \| \| \| 7. \| Mattias Skjelmose \| Trek-Segafredo \| + 37" \| \| \| 8. \| Brandon McNulty \| UAE Team Emirates \| + 38" \| \| \| 9. \| Simon Yates \| Team Jayco AlUla \| + 39" \| \| \| 10. \| James Knox \| Soudal Quick-Step \| + 46" \| \| |                   |                    |             |
| |                   |                    |             |
| Källa: ProCyclingStats |                   |                    |             |
| Totaltävlingen |                   |                    |             |
| Cyklist | Cyklist           | Lag                | Tid         |
| 1. | Jonas Vingegaard  | Jumbo-Visma        | 17t 08' 56" |
| 2. | Mikel Landa       | Bahrain Victorious | + 12"       |
| 3. | David Gaudu       | Groupama-FDJ       | + 31"       |
| 4. | Matteo Sobrero    | Team Jayco AlUla   | + 33"       |
| 5. | Ion Izagirre      | Cofidis            | + 33"       |
| 6. | Enric Mas         | Movistar Team      | + 36"       |
| 7. | Mattias Skjelmose | Trek-Segafredo     | + 37"       |
| 8. | Brandon McNulty   | UAE Team Emirates  | + 38"       |
| 9. | Simon Yates       | Team Jayco AlUla   | + 39"       |
| 10. | James Knox        | Soudal Quick-Step  | + 46"       |

### 5:e etappen
| Amorebieta-Etxano - Amorebieta-Etxano | Bergsetapp | (165,9 km) |

| \| Placeringar i etappen \| Placeringar i etappen \| Placeringar i etappen \| Placeringar i etappen \| Placeringar i etappen \| \| Cyklist \| Cyklist \| Lag \| Tid \| \| \| --------------------- \| --------------------- \| --------------------- \| --------------------- \| --------------------- \| \| 1. \| Sergio Higuita \| Bora-Hansgrohe \| 3t 59' 57" \| \| \| 2. \| Andrea Bagioli \| Soudal Quick-Step \| + 0" \| \| \| 3. \| Mattias Skjelmose \| Trek-Segafredo \| + 0" \| \| \| 4. \| Matteo Sobrero \| Team Jayco AlUla \| + 0" \| \| \| 5. \| Mauro Schmid \| Soudal Quick-Step \| + 0" \| \| \| 6. \| Clément Champoussin \| Arkéa-Samsic \| + 0" \| \| \| 7. \| Ion Izagirre \| Cofidis \| + 0" \| \| \| 8. \| Felix Gall \| AG2R Citroën Team \| + 0" \| \| \| 9. \| Ruben Guerreiro \| Movistar Team \| + 0" \| \| \| 10. \| Jonas Vingegaard \| Jumbo-Visma \| + 0" \| \| |                     |                   |            |
| |                     |                   |            |
| Källa: ProCyclingStats |                     |                   |            |
| Placeringar i etappen |                     |                   |            |
| Cyklist | Cyklist             | Lag               | Tid        |
| 1. | Sergio Higuita      | Bora-Hansgrohe    | 3t 59' 57" |
| 2. | Andrea Bagioli      | Soudal Quick-Step | + 0"       |
| 3. | Mattias Skjelmose   | Trek-Segafredo    | + 0"       |
| 4. | Matteo Sobrero      | Team Jayco AlUla  | + 0"       |
| 5. | Mauro Schmid        | Soudal Quick-Step | + 0"       |
| 6. | Clément Champoussin | Arkéa-Samsic      | + 0"       |
| 7. | Ion Izagirre        | Cofidis           | + 0"       |
| 8. | Felix Gall          | AG2R Citroën Team | + 0"       |
| 9. | Ruben Guerreiro     | Movistar Team     | + 0"       |
| 10. | Jonas Vingegaard    | Jumbo-Visma       | + 0"       |

| \| Totaltävlingen \| Totaltävlingen \| Totaltävlingen \| Totaltävlingen \| Totaltävlingen \| \| Cyklist \| Cyklist \| Lag \| Tid \| \| \| -------------- \| ----------------- \| ------------------ \| -------------- \| -------------- \| \| 1. \| Jonas Vingegaard \| Jumbo-Visma \| 21t 08' 52" \| \| \| 2. \| Mikel Landa \| Bahrain Victorious \| + 13" \| \| \| 3. \| Mattias Skjelmose \| Trek-Segafredo \| + 32" \| \| \| 4. \| David Gaudu \| Groupama-FDJ \| + 32" \| \| \| 5. \| Matteo Sobrero \| Team Jayco AlUla \| + 34" \| \| \| 6. \| Ion Izagirre \| Cofidis \| + 34" \| \| \| 7. \| Enric Mas \| Movistar Team \| + 37" \| \| \| 8. \| Sergio Higuita \| Bora-Hansgrohe \| + 38" \| \| \| 9. \| Brandon McNulty \| UAE Team Emirates \| + 39" \| \| \| 10. \| Simon Yates \| Team Jayco AlUla \| + 40" \| \| |                   |                    |             |
| |                   |                    |             |
| Källa: ProCyclingStats |                   |                    |             |
| Totaltävlingen |                   |                    |             |
| Cyklist | Cyklist           | Lag                | Tid         |
| 1. | Jonas Vingegaard  | Jumbo-Visma        | 21t 08' 52" |
| 2. | Mikel Landa       | Bahrain Victorious | + 13"       |
| 3. | Mattias Skjelmose | Trek-Segafredo     | + 32"       |
| 4. | David Gaudu       | Groupama-FDJ       | + 32"       |
| 5. | Matteo Sobrero    | Team Jayco AlUla   | + 34"       |
| 6. | Ion Izagirre      | Cofidis            | + 34"       |
| 7. | Enric Mas         | Movistar Team      | + 37"       |
| 8. | Sergio Higuita    | Bora-Hansgrohe     | + 38"       |
| 9. | Brandon McNulty   | UAE Team Emirates  | + 39"       |
| 10. | Simon Yates       | Team Jayco AlUla   | + 40"       |

### 6:e etappen
| Eibar - Eibar | Bergsetapp | (137,8 km) |

| \| Placeringar i etappen \| Placeringar i etappen \| Placeringar i etappen \| Placeringar i etappen \| Placeringar i etappen \| \| Cyklist \| Cyklist \| Lag \| Tid \| \| \| --------------------- \| --------------------- \| --------------------- \| --------------------- \| --------------------- \| \| 1. \| Jonas Vingegaard \| Jumbo-Visma \| 3t 36' 42" \| \| \| 2. \| James Knox \| Soudal Quick-Step \| + 47" \| \| \| 3. \| Ion Izagirre \| Cofidis \| + 49" \| \| \| 4. \| Brandon McNulty \| UAE Team Emirates \| + 49" \| \| \| 5. \| Sergio Higuita \| Bora-Hansgrohe \| + 49" \| \| \| 6. \| David Gaudu \| Groupama-FDJ \| + 49" \| \| \| 7. \| Mauro Schmid \| Soudal Quick-Step \| + 49" \| \| \| 8. \| Simon Yates \| Team Jayco AlUla \| + 49" \| \| \| 9. \| Enric Mas \| Movistar Team \| + 49" \| \| \| 10. \| Felix Gall \| AG2R Citroën Team \| + 49" \| \| |                  |                   |            |
| |                  |                   |            |
| Källa: ProCyclingStats |                  |                   |            |
| Placeringar i etappen |                  |                   |            |
| Cyklist | Cyklist          | Lag               | Tid        |
| 1. | Jonas Vingegaard | Jumbo-Visma       | 3t 36' 42" |
| 2. | James Knox       | Soudal Quick-Step | + 47"      |
| 3. | Ion Izagirre     | Cofidis           | + 49"      |
| 4. | Brandon McNulty  | UAE Team Emirates | + 49"      |
| 5. | Sergio Higuita   | Bora-Hansgrohe    | + 49"      |
| 6. | David Gaudu      | Groupama-FDJ      | + 49"      |
| 7. | Mauro Schmid     | Soudal Quick-Step | + 49"      |
| 8. | Simon Yates      | Team Jayco AlUla  | + 49"      |
| 9. | Enric Mas        | Movistar Team     | + 49"      |
| 10. | Felix Gall       | AG2R Citroën Team | + 49"      |

## Resultat

### Sammanlagt
| \| Totaltävlingen \| Totaltävlingen \| Totaltävlingen \| Totaltävlingen \| Totaltävlingen \| \| Cyklist \| Cyklist \| Lag \| Tid \| \| \| -------------- \| ------------------ \| ------------------------ \| -------------- \| -------------- \| \| 1. \| Jonas Vingegaard \| Jumbo-Visma \| 24t 45' 24" \| \| \| 2. \| Mikel Landa \| Bahrain Victorious \| + 1' 12" \| \| \| 3. \| Ion Izagirre \| Cofidis \| + 1' 29" \| \| \| 4. \| David Gaudu \| Groupama-FDJ \| + 1' 31" \| \| \| 5. \| Enric Mas \| Movistar Team \| + 1' 36" \| \| \| 6. \| Sergio Higuita \| Bora-Hansgrohe \| + 1' 37" \| \| \| 7. \| Brandon McNulty \| UAE Team Emirates \| + 1' 38" \| \| \| 8. \| James Knox \| Soudal Quick-Step \| + 1' 38" \| \| \| 9. \| Simon Yates \| Team Jayco AlUla \| + 1' 39" \| \| \| 10. \| Felix Gall \| AG2R Citroën Team \| + 1' 50" \| \| \| 11. \| Mauro Schmid \| Soudal Quick-Step \| + 2' 36" \| \| \| 12. \| Esteban Chaves \| EF Education-EasyPost \| + 3' 01" \| \| \| 13. \| Attila Valter \| Jumbo-Visma \| + 3' 13" \| \| \| 14. \| Cristián Rodríguez \| Arkéa-Samsic \| + 3' 23" \| \| \| 15. \| Rein Taaramäe \| Intermarché-Circus-Wanty \| + 3' 39" \| \| \| 16. \| Matteo Sobrero \| Team Jayco AlUla \| + 4' 00" \| \| \| 17. \| Mattias Skjelmose \| Trek-Segafredo \| + 4' 43" \| \| \| 18. \| Rigoberto Urán \| EF Education-EasyPost \| + 5' 03" \| \| \| 19. \| Emanuel Buchmann \| Bora-Hansgrohe \| + 5' 50" \| \| \| 20. \| Víctor de la Parte \| TotalEnergies \| + 5' 58" \| \| \| 21. \| Mikel Bizkarra \| Euskaltel-Euskadi \| + 6' 11" \| \| \| 22. \| Luis León Sánchez \| Astana Qazaqstan Team \| + 6' 53" \| \| \| 23. \| Ruben Guerreiro \| Movistar Team \| + 7' 07" \| \| \| 24. \| Juan Pedro López \| Trek-Segafredo \| + 7' 12" \| \| \| 25. \| Mattia Cattaneo \| Soudal Quick-Step \| + 7' 20" \| \| |                    |                          |             |
| |                    |                          |             |
| Källa: ProCyclingStats |                    |                          |             |
| Totaltävlingen |                    |                          |             |
| Cyklist | Cyklist            | Lag                      | Tid         |
| 1. | Jonas Vingegaard   | Jumbo-Visma              | 24t 45' 24" |
| 2. | Mikel Landa        | Bahrain Victorious       | + 1' 12"    |
| 3. | Ion Izagirre       | Cofidis                  | + 1' 29"    |
| 4. | David Gaudu        | Groupama-FDJ             | + 1' 31"    |
| 5. | Enric Mas          | Movistar Team            | + 1' 36"    |
| 6. | Sergio Higuita     | Bora-Hansgrohe           | + 1' 37"    |
| 7. | Brandon McNulty    | UAE Team Emirates        | + 1' 38"    |
| 8. | James Knox         | Soudal Quick-Step        | + 1' 38"    |
| 9. | Simon Yates        | Team Jayco AlUla         | + 1' 39"    |
| 10. | Felix Gall         | AG2R Citroën Team        | + 1' 50"    |
| 11. | Mauro Schmid       | Soudal Quick-Step        | + 2' 36"    |
| 12. | Esteban Chaves     | EF Education-EasyPost    | + 3' 01"    |
| 13. | Attila Valter      | Jumbo-Visma              | + 3' 13"    |
| 14. | Cristián Rodríguez | Arkéa-Samsic             | + 3' 23"    |
| 15. | Rein Taaramäe      | Intermarché-Circus-Wanty | + 3' 39"    |
| 16. | Matteo Sobrero     | Team Jayco AlUla         | + 4' 00"    |
| 17. | Mattias Skjelmose  | Trek-Segafredo           | + 4' 43"    |
| 18. | Rigoberto Urán     | EF Education-EasyPost    | + 5' 03"    |
| 19. | Emanuel Buchmann   | Bora-Hansgrohe           | + 5' 50"    |
| 20. | Víctor de la Parte | TotalEnergies            | + 5' 58"    |
| 21. | Mikel Bizkarra     | Euskaltel-Euskadi        | + 6' 11"    |
| 22. | Luis León Sánchez  | Astana Qazaqstan Team    | + 6' 53"    |
| 23. | Ruben Guerreiro    | Movistar Team            | + 7' 07"    |
| 24. | Juan Pedro López   | Trek-Segafredo           | + 7' 12"    |
| 25. | Mattia Cattaneo    | Soudal Quick-Step        | + 7' 20"    |

### Övriga tävlingar
| Poängtävlingen | Poängtävlingen    | Poängtävlingen     | Poängtävlingen | Poängtävlingen |
| Cyklist        | Cyklist           | Lag                | Poäng          |                |
| -------------- | ----------------- | ------------------ | -------------- | -------------- |
| 1.             | Jonas Vingegaard  | Jumbo-Visma        | 102 poäng      |                |
| 2.             | Mauro Schmid      | Soudal Quick-Step  | 67 poäng       |                |
| 3.             | Mikel Landa       | Bahrain Victorious | 55 poäng       |                |
| 4.             | Ion Izagirre      | Cofidis            | 51 poäng       |                |
| 5.             | Matteo Sobrero    | Team Jayco AlUla   | 51 poäng       |                |
| 6.             | Mattias Skjelmose | Trek-Segafredo     | 50 poäng       |                |
| 7.             | Brandon McNulty   | UAE Team Emirates  | 48 poäng       |                |
| 8.             | David Gaudu       | Groupama-FDJ       | 47 poäng       |                |
| 9.             | Sergio Higuita    | Bora-Hansgrohe     | 44 poäng       |                |
| 10.            | Alex Aranburu     | Movistar Team      | 34 poäng       |                |

| Poängtävlingen | Poängtävlingen    | Poängtävlingen     | Poängtävlingen | Poängtävlingen |
| Cyklist        | Cyklist           | Lag                | Poäng          |                |
| -------------- | ----------------- | ------------------ | -------------- | -------------- |
| 1.             | Jonas Vingegaard  | Jumbo-Visma        | 102 poäng      |                |
| 2.             | Mauro Schmid      | Soudal Quick-Step  | 67 poäng       |                |
| 3.             | Mikel Landa       | Bahrain Victorious | 55 poäng       |                |
| 4.             | Ion Izagirre      | Cofidis            | 51 poäng       |                |
| 5.             | Matteo Sobrero    | Team Jayco AlUla   | 51 poäng       |                |
| 6.             | Mattias Skjelmose | Trek-Segafredo     | 50 poäng       |                |
| 7.             | Brandon McNulty   | UAE Team Emirates  | 48 poäng       |                |
| 8.             | David Gaudu       | Groupama-FDJ       | 47 poäng       |                |
| 9.             | Sergio Higuita    | Bora-Hansgrohe     | 44 poäng       |                |
| 10.            | Alex Aranburu     | Movistar Team      | 34 poäng       |                |

| Bergstävlingen | Bergstävlingen    | Bergstävlingen           | Bergstävlingen | Bergstävlingen |
| Cyklist        | Cyklist           | Lag                      | Poäng          |                |
| -------------- | ----------------- | ------------------------ | -------------- | -------------- |
| 1.             | Jon Barrenetxea   | Caja Rural-Seguros RGA   | 35 poäng       |                |
| 2.             | Esteban Chaves    | EF Education-EasyPost    | 27 poäng       |                |
| 3.             | Ruben Guerreiro   | Movistar Team            | 25 poäng       |                |
| 4.             | Jonas Vingegaard  | Jumbo-Visma              | 19 poäng       |                |
| 5.             | Steven Kruijswijk | Jumbo-Visma              | 18 poäng       |                |
| 6.             | Rémi Cavagna      | Soudal Quick-Step        | 18 poäng       |                |
| 7.             | Mattia Cattaneo   | Soudal Quick-Step        | 14 poäng       |                |
| 8.             | Alan Jousseaume   | TotalEnergies            | 11 poäng       |                |
| 9.             | Georg Zimmermann  | Intermarché-Circus-Wanty | 10 poäng       |                |
| 10.            | Mikel Landa       | Bahrain Victorious       | 8 poäng        |                |

| Bergstävlingen | Bergstävlingen    | Bergstävlingen           | Bergstävlingen | Bergstävlingen |
| Cyklist        | Cyklist           | Lag                      | Poäng          |                |
| -------------- | ----------------- | ------------------------ | -------------- | -------------- |
| 1.             | Jon Barrenetxea   | Caja Rural-Seguros RGA   | 35 poäng       |                |
| 2.             | Esteban Chaves    | EF Education-EasyPost    | 27 poäng       |                |
| 3.             | Ruben Guerreiro   | Movistar Team            | 25 poäng       |                |
| 4.             | Jonas Vingegaard  | Jumbo-Visma              | 19 poäng       |                |
| 5.             | Steven Kruijswijk | Jumbo-Visma              | 18 poäng       |                |
| 6.             | Rémi Cavagna      | Soudal Quick-Step        | 18 poäng       |                |
| 7.             | Mattia Cattaneo   | Soudal Quick-Step        | 14 poäng       |                |
| 8.             | Alan Jousseaume   | TotalEnergies            | 11 poäng       |                |
| 9.             | Georg Zimmermann  | Intermarché-Circus-Wanty | 10 poäng       |                |
| 10.            | Mikel Landa       | Bahrain Victorious       | 8 poäng        |                |

| Ungdomstävlingen | Ungdomstävlingen   | Ungdomstävlingen         | Ungdomstävlingen | Ungdomstävlingen |
| Cyklist          | Cyklist            | Lag                      | Tid              |                  |
| ---------------- | ------------------ | ------------------------ | ---------------- | ---------------- |
| 1.               | Brandon McNulty    | UAE Team Emirates        | 24t 47' 02"      |                  |
| 2.               | Felix Gall         | AG2R Citroën Team        | + 12"            |                  |
| 3.               | Mauro Schmid       | Soudal Quick-Step        | + 58"            |                  |
| 4.               | Attila Valter      | Jumbo-Visma              | + 1' 35"         |                  |
| 5.               | Mattias Skjelmose  | Trek-Segafredo           | + 3' 05"         |                  |
| 6.               | Andreas Leknessund | Team DSM                 | + 6' 06"         |                  |
| 7.               | Igor Arrieta       | Equipo Kern Pharma       | + 6' 20"         |                  |
| 8.               | Marc Hirschi       | UAE Team Emirates        | + 14' 42"        |                  |
| 9.               | Laurens Huys       | Intermarché-Circus-Wanty | + 18' 04"        |                  |
| 10.              | Romain Grégoire    | Groupama-FDJ             | + 32' 33"        |                  |

| Ungdomstävlingen | Ungdomstävlingen   | Ungdomstävlingen         | Ungdomstävlingen | Ungdomstävlingen |
| Cyklist          | Cyklist            | Lag                      | Tid              |                  |
| ---------------- | ------------------ | ------------------------ | ---------------- | ---------------- |
| 1.               | Brandon McNulty    | UAE Team Emirates        | 24t 47' 02"      |                  |
| 2.               | Felix Gall         | AG2R Citroën Team        | + 12"            |                  |
| 3.               | Mauro Schmid       | Soudal Quick-Step        | + 58"            |                  |
| 4.               | Attila Valter      | Jumbo-Visma              | + 1' 35"         |                  |
| 5.               | Mattias Skjelmose  | Trek-Segafredo           | + 3' 05"         |                  |
| 6.               | Andreas Leknessund | Team DSM                 | + 6' 06"         |                  |
| 7.               | Igor Arrieta       | Equipo Kern Pharma       | + 6' 20"         |                  |
| 8.               | Marc Hirschi       | UAE Team Emirates        | + 14' 42"        |                  |
| 9.               | Laurens Huys       | Intermarché-Circus-Wanty | + 18' 04"        |                  |
| 10.              | Romain Grégoire    | Groupama-FDJ             | + 32' 33"        |                  |

| Lagtävlingen | Lagtävlingen          | Lagtävlingen | Lagtävlingen |
| Lag          | Lag                   | Tid          |              |
| ------------ | --------------------- | ------------ | ------------ |
| 1.           | Soudal Quick-Step     | 74t 24' 59"  |              |
| 2.           | Jumbo-Visma           | + 3' 29"     |              |
| 3.           | Movistar Team         | + 5' 58"     |              |
| 4.           | Bora-Hansgrohe        | + 14' 43"    |              |
| 5.           | EF Education-EasyPost | + 15' 19"    |              |
| 6.           | Arkéa-Samsic          | + 17' 21"    |              |
| 7.           | Team Jayco AlUla      | + 20' 16"    |              |
| 8.           | Trek-Segafredo        | + 20' 37"    |              |
| 9.           | Groupama-FDJ          | + 21' 52"    |              |
| 10.          | Cofidis               | + 32' 46"    |              |

| Lagtävlingen | Lagtävlingen          | Lagtävlingen | Lagtävlingen |
| Lag          | Lag                   | Tid          |              |
| ------------ | --------------------- | ------------ | ------------ |
| 1.           | Soudal Quick-Step     | 74t 24' 59"  |              |
| 2.           | Jumbo-Visma           | + 3' 29"     |              |
| 3.           | Movistar Team         | + 5' 58"     |              |
| 4.           | Bora-Hansgrohe        | + 14' 43"    |              |
| 5.           | EF Education-EasyPost | + 15' 19"    |              |
| 6.           | Arkéa-Samsic          | + 17' 21"    |              |
| 7.           | Team Jayco AlUla      | + 20' 16"    |              |
| 8.           | Trek-Segafredo        | + 20' 37"    |              |
| 9.           | Groupama-FDJ          | + 21' 52"    |              |
| 10.          | Cofidis               | + 32' 46"    |              |

## Startlista
| Ineos Grenadiers IGD | Ineos Grenadiers IGD        | Ineos Grenadiers IGD |
| -------------------- | --------------------------- | -------------------- |
| #                    | Cyklist                     | Placering            |
| 1                    | Daniel Martínez (COL)       | 34.                  |
| 2                    | Egan Bernal (COL)           | 92.                  |
| 3                    | Jonathan Castroviejo (ESP)  | 48.                  |
| 4                    | Omar Fraile (ESP)           | 55.                  |
| 5                    | Ethan Hayter (GBR)          | 73.                  |
| 6                    | Brandon Rivera (COL)        | DNF-6                |
| 7                    | Luke Plapp (AUS) (landsväg) | DNF-6                |

| AG2R Citroën Team ACT | AG2R Citroën Team ACT        | AG2R Citroën Team ACT |
| --------------------- | ---------------------------- | --------------------- |
| #                     | Cyklist                      | Placering             |
| 11                    | Andrea Vendrame (ITA)        | DNF-6                 |
| 12                    | Alex Baudin (FRA)            | OTL-6                 |
| 13                    | Felix Gall (AUT)             | 10.                   |
| 14                    | Jaakko Hänninen (FIN)        | DNS-1                 |
| 15                    | Lawrence Warbasse (USA)      | 93.                   |
| 16                    | Valentin Paret-Peintre (FRA) | 69.                   |
| 17                    | Nicolas Prodhomme (FRA)      | DNF-6                 |

| Alpecin-Deceuninck ADC | Alpecin-Deceuninck ADC | Alpecin-Deceuninck ADC |
| ---------------------- | ---------------------- | ---------------------- |
| #                      | Cyklist                | Placering              |
| 21                     | Stefano Oldani (ITA)   | DNF-4                  |
| 22                     | Tobias Bayer (AUT)     | 88.                    |
| 23                     | Nicola Conci (ITA)     | DNF-5                  |
| 24                     | Quinten Hermans (BEL)  | 52.                    |
| 25                     | Jimmy Janssens (BEL)   | 101.                   |
| 26                     | Oscar Riesebeek (NED)  | DNS-4                  |
| 27                     | Robert Stannard (AUS)  | DNF-5                  |

| Arkéa-Samsic ARK | Arkéa-Samsic ARK          | Arkéa-Samsic ARK |
| ---------------- | ------------------------- | ---------------- |
| #                | Cyklist                   | Placering        |
| 31               | Cristián Rodríguez (ESP)  | 14.              |
| 32               | Clément Champoussin (FRA) | DNF-6            |
| 33               | Thibault Guernalec (FRA)  | DNF-6            |
| 34               | Simon Guglielmi (FRA)     | 30.              |
| 35               | Michel Ries (LUX)         | 65.              |
| 36               | Alan Riou (FRA)           | DNF-6            |
| 37               | Alessandro Verre (ITA)    | DNF-2            |

| Astana Qazaqstan Team AST | Astana Qazaqstan Team AST | Astana Qazaqstan Team AST |
| ------------------------- | ------------------------- | ------------------------- |
| #                         | Cyklist                   | Placering                 |
| 41                        | Luis León Sánchez (ESP)   | 22.                       |
| 42                        | Gianni Moscon (ITA)       | DNS-5                     |
| 43                        | David de la Cruz (ESP)    | 31.                       |
| 44                        | Fabio Felline (ITA)       | DNF-5                     |
| 45                        | Andrej Zejts (KAZ)        | 51.                       |
| 46                        | Javier Romo (ESP)         | DNF-3                     |
| 47                        | Christian Scaroni (ITA)   | DNF-4                     |

| Bora-Hansgrohe BOH | Bora-Hansgrohe BOH     | Bora-Hansgrohe BOH |
| ------------------ | ---------------------- | ------------------ |
| #                  | Cyklist                | Placering          |
| 51                 | Emanuel Buchmann (GER) | 19.                |
| 52                 | Giovanni Aleotti (ITA) | 59.                |
| 53                 | Sergio Higuita (COL)   | 6.                 |
| 54                 | Luis-Joe Lührs (GER)   | DNF-5              |
| 55                 | Anton Palzer (GER)     | 60.                |
| 56                 | Ide Schelling (NED)    | DNF-6              |
| 57                 | Florian Lipowitz (GER) | 75.                |

| Cofidis COF | Cofidis COF           | Cofidis COF |
| ----------- | --------------------- | ----------- |
| #           | Cyklist               | Placering   |
| 61          | Ion Izagirre (ESP)    | 3.          |
| 62          | Thomas Champion (FRA) | DNF-6       |
| 63          | Simon Geschke (GER)   | 87.         |
| 64          | José Herrada (ESP)    | 83.         |
| 65          | Jonathan Lastra (ESP) | 35.         |
| 66          | Rémy Rochas (FRA)     | 47.         |
| 67          | Harrison Wood (GBR)   | DNF-3       |

| Team DSM DSM | Team DSM DSM             | Team DSM DSM |
| ------------ | ------------------------ | ------------ |
| #            | Cyklist                  | Placering    |
| 71           | Florian Stork (GER)      | 38.          |
| 72           | Romain Combaud (FRA)     | 100.         |
| 73           | Matthew Dinham (AUS)     | 84.          |
| 74           | Andreas Leknessund (NOR) | 26.          |
| 75           | Martijn Tusveld (NED)    | 70.          |
| 76           | Harm Vanhoucke (BEL)     | 57.          |
| 77           | Henri Vandenabeele (BEL) | DNF-5        |

| EF Education-EasyPost EFE | EF Education-EasyPost EFE        | EF Education-EasyPost EFE |
| ------------------------- | -------------------------------- | ------------------------- |
| #                         | Cyklist                          | Placering                 |
| 81                        | Richard Carapaz (ECU) (landsväg) | DNF-5                     |
| 82                        | Andrey Amador (CRC)              | 80.                       |
| 83                        | Jonathan Caicedo (ECU)           | 77.                       |
| 84                        | Esteban Chaves (COL) (landsväg)  | 12.                       |
| 85                        | Odd Christian Eiking (NOR)       | 46.                       |
| 86                        | Merhawi Kudus (ERI) (landsväg)   | 68.                       |
| 87                        | Rigoberto Urán (COL)             | 18.                       |

| Groupama-FDJ GFC | Groupama-FDJ GFC         | Groupama-FDJ GFC |
| ---------------- | ------------------------ | ---------------- |
| #                | Cyklist                  | Placering        |
| 91               | David Gaudu (FRA)        | 4.               |
| 92               | Bruno Armirail (FRA)     | 61.              |
| 93               | Romain Grégoire (FRA)    | 50.              |
| 94               | Matthieu Ladagnous (FRA) | 97.              |
| 95               | Quentin Pacher (FRA)     | 37.              |
| 96               | Michael Storer (AUS)     | 44.              |
| 97               | Lars van den Berg (NED)  | OTL-6            |

| Intermarché-Circus-Wanty ICW | Intermarché-Circus-Wanty ICW | Intermarché-Circus-Wanty ICW |
| ---------------------------- | ---------------------------- | ---------------------------- |
| #                            | Cyklist                      | Placering                    |
| 101                          | Rui Costa (POR)              | DNF-6                        |
| 102                          | Lilian Calmejane (FRA)       | 62.                          |
| 103                          | Tom Paquot (BEL)             | DNF-4                        |
| 104                          | Laurens Huys (BEL)           | 42.                          |
| 105                          | Dion Smith (NZL)             | 49.                          |
| 106                          | Rein Taaramäe (EST)          | 15.                          |
| 107                          | Georg Zimmermann (GER)       | 54.                          |

| Team Jayco AlUla JAY | Team Jayco AlUla JAY          | Team Jayco AlUla JAY |
| -------------------- | ----------------------------- | -------------------- |
| #                    | Cyklist                       | Placering            |
| 111                  | Simon Yates (GBR)             | 9.                   |
| 112                  | Lawson Craddock (USA)         | 76.                  |
| 113                  | Edward Dunbar (IRL)           | 72.                  |
| 114                  | Chris Harper (AUS)            | DNF-6                |
| 115                  | Christopher Juul-Jensen (DEN) | 71.                  |
| 116                  | Jan Maas (NED)                | 89.                  |
| 117                  | Matteo Sobrero (ITA)          | 16.                  |

| Movistar Team MOV | Movistar Team MOV     | Movistar Team MOV |
| ----------------- | --------------------- | ----------------- |
| #                 | Cyklist               | Placering         |
| 121               | Enric Mas (ESP)       | 5.                |
| 122               | Ruben Guerreiro (POR) | 23.               |
| 123               | Alex Aranburu (ESP)   | 36.               |
| 124               | Jorge Arcas (ESP)     | 86.               |
| 125               | Nelson Oliveira (POR) | 33.               |
| 126               | Gonzalo Serrano (ESP) | 79.               |
| 127               | Gorka Izagirre (ESP)  | 41.               |

| Soudal Quick-Step SOQ | Soudal Quick-Step SOQ | Soudal Quick-Step SOQ |
| --------------------- | --------------------- | --------------------- |
| #                     | Cyklist               | Placering             |
| 131                   | Rémi Cavagna (FRA)    | 63.                   |
| 132                   | Andrea Bagioli (ITA)  | DNF-6                 |
| 133                   | Dries Devenyns (BEL)  | DNF-6                 |
| 134                   | James Knox (GBR)      | 8.                    |
| 135                   | Mauro Schmid (SUI)    | 11.                   |
| 136                   | Martin Svrček (SVK)   | DNF-6                 |
| 137                   | Mattia Cattaneo (ITA) | 25.                   |

| Bahrain Victorious TBV | Bahrain Victorious TBV           | Bahrain Victorious TBV |
| ---------------------- | -------------------------------- | ---------------------- |
| #                      | Cyklist                          | Placering              |
| 141                    | Mikel Landa (ESP)                | 2.                     |
| 142                    | Peio Bilbao (ESP)                | DNS-2                  |
| 143                    | Yukiya Arashiro (JPN) (landsväg) | DNF-6                  |
| 144                    | Rainer Kepplinger (AUT)          | DNF-6                  |
| 145                    | Hermann Pernsteiner (AUT)        | 28.                    |
| 146                    | Jasha Sütterlin (GER)            | DNF-6                  |
| 147                    | Edoardo Zambanini (ITA)          | 67.                    |

| Trek-Segafredo TFS | Trek-Segafredo TFS           | Trek-Segafredo TFS |
| ------------------ | ---------------------------- | ------------------ |
| #                  | Cyklist                      | Placering          |
| 151                | Tony Gallopin (FRA)          | 40.                |
| 152                | Jon Aberasturi (ESP)         | DNF-6              |
| 153                | Amanuel Gebrezgabihier (ERI) | 78.                |
| 154                | Mattias Skjelmose (DEN)      | 17.                |
| 155                | Bauke Mollema (NED)          | 43.                |
| 156                | Juan Pedro López (ESP)       | 24.                |
| 157                | Natnael Tesfatsion (ERI)     | DNF-6              |

| Jumbo-Visma TJV | Jumbo-Visma TJV                | Jumbo-Visma TJV |
| --------------- | ------------------------------ | --------------- |
| #               | Cyklist                        | Placering       |
| 161             | Jonas Vingegaard (DEN)         | 1.              |
| 162             | Rohan Dennis (AUS)             | DNF-4           |
| 163             | Lennard Hofstede (NED)         | DNF-6           |
| 164             | Steven Kruijswijk (NED)        | 32.             |
| 165             | Gijs Leemreize (NED)           | 82.             |
| 166             | Sam Oomen (NED)                | 29.             |
| 167             | Attila Valter (HUN) (landsväg) | 13.             |

| UAE Team Emirates UAD | UAE Team Emirates UAD                | UAE Team Emirates UAD |
| --------------------- | ------------------------------------ | --------------------- |
| #                     | Cyklist                              | Placering             |
| 171                   | Brandon McNulty (USA)                | 7.                    |
| 172                   | Marc Hirschi (SUI)                   | 39.                   |
| 173                   | Davide Formolo (ITA)                 | DNF-6                 |
| 174                   | Felix Großschartner (AUT) (landsväg) | DNF-6                 |
| 175                   | Michael Vink (NZL)                   | 91.                   |
| 176                   | Marc Soler (ESP)                     | DNF-2                 |
| 177                   | Domen Novak (SLO)                    | 98.                   |

| Burgos-BH BBH | Burgos-BH BBH                  | Burgos-BH BBH |
| ------------- | ------------------------------ | ------------- |
| #             | Cyklist                        | Placering     |
| 181           | Ander Okamika (ESP)            | 90.           |
| 182           | Andrés Camilo Ardila (COL)     | DNF-5         |
| 183           | Antonio Angulo (ESP)           | DNF-6         |
| 184           | José Manuel Díaz Gallego (ESP) | DNF-6         |
| 185           | Jesús Ezquerra (ESP)           | DNS-4         |
| 186           | Victor Langellotti (MON)       | 56.           |
| 187           | Daniel Navarro (ESP)           | DNF-6         |

| Caja Rural-Seguros RGA CJR | Caja Rural-Seguros RGA CJR    | Caja Rural-Seguros RGA CJR |
| -------------------------- | ----------------------------- | -------------------------- |
| #                          | Cyklist                       | Placering                  |
| 191                        | Jokin Murguialday (ESP)       | DNF-6                      |
| 192                        | Orluis Aular (VEN) (landsväg) | DNS-6                      |
| 193                        | Abel Balderstone (ESP)        | 66.                        |
| 194                        | Jon Barrenetxea (ESP)         | 99.                        |
| 195                        | Jefferson Cepeda (ECU)        | DNF-6                      |
| 196                        | Joel Nicolau (ESP)            | 102.                       |
| 197                        | Eduard Prades (ESP)           | DNF-5                      |

| Equipo Kern Pharma EKP | Equipo Kern Pharma EKP     | Equipo Kern Pharma EKP |
| ---------------------- | -------------------------- | ---------------------- |
| #                      | Cyklist                    | Placering              |
| 201                    | Jordi López (ESP)          | 96.                    |
| 202                    | Jon Agirre (ESP)           | DNF-6                  |
| 203                    | Igor Arrieta (ESP)         | 27.                    |
| 204                    | Giovanni Carboni (ITA)     | 74.                    |
| 205                    | Iñigo Elosegui (ESP)       | DNS-6                  |
| 206                    | Carlos García Pierna (ESP) | OTL-6                  |
| 207                    | Ibon Ruiz (ESP)            | 95.                    |

| Euskaltel-Euskadi EUS | Euskaltel-Euskadi EUS  | Euskaltel-Euskadi EUS |
| --------------------- | ---------------------- | --------------------- |
| #                     | Cyklist                | Placering             |
| 211                   | Mikel Bizkarra (ESP)   | 21.                   |
| 212                   | Joan Bou (ESP)         | 85.                   |
| 213                   | Carlos Canal (ESP)     | DNF-6                 |
| 214                   | Asier Etxeberria (ESP) | DNF-6                 |
| 215                   | Unai Iribar (ESP)      | 64.                   |
| 216                   | Txomin Juaristi (ESP)  | 81.                   |
| 217                   | Gotzon Martín (ESP)    | 45.                   |

| TotalEnergies TEN | TotalEnergies TEN         | TotalEnergies TEN |
| ----------------- | ------------------------- | ----------------- |
| #                 | Cyklist                   | Placering         |
| 221               | Víctor de la Parte (ESP)  | 20.               |
| 222               | Mathieu Burgaudeau (FRA)  | 53.               |
| 223               | Jérémy Cabot (FRA)        | 94.               |
| 224               | Steff Cras (BEL)          | DNF-6             |
| 225               | Alan Jousseaume (FRA)     | 58.               |
| 226               | Pierre-Roger Latour (FRA) | DNF-6             |
| 227               | Alexis Vuillermoz (FRA)   | DNF-2             |

| Ineos Grenadiers IGD | Ineos Grenadiers IGD        | Ineos Grenadiers IGD |
| -------------------- | --------------------------- | -------------------- |
| #                    | Cyklist                     | Placering            |
| 1                    | Daniel Martínez (COL)       | 34.                  |
| 2                    | Egan Bernal (COL)           | 92.                  |
| 3                    | Jonathan Castroviejo (ESP)  | 48.                  |
| 4                    | Omar Fraile (ESP)           | 55.                  |
| 5                    | Ethan Hayter (GBR)          | 73.                  |
| 6                    | Brandon Rivera (COL)        | DNF-6                |
| 7                    | Luke Plapp (AUS) (landsväg) | DNF-6                |

| AG2R Citroën Team ACT | AG2R Citroën Team ACT        | AG2R Citroën Team ACT |
| --------------------- | ---------------------------- | --------------------- |
| #                     | Cyklist                      | Placering             |
| 11                    | Andrea Vendrame (ITA)        | DNF-6                 |
| 12                    | Alex Baudin (FRA)            | OTL-6                 |
| 13                    | Felix Gall (AUT)             | 10.                   |
| 14                    | Jaakko Hänninen (FIN)        | DNS-1                 |
| 15                    | Lawrence Warbasse (USA)      | 93.                   |
| 16                    | Valentin Paret-Peintre (FRA) | 69.                   |
| 17                    | Nicolas Prodhomme (FRA)      | DNF-6                 |

| Alpecin-Deceuninck ADC | Alpecin-Deceuninck ADC | Alpecin-Deceuninck ADC |
| ---------------------- | ---------------------- | ---------------------- |
| #                      | Cyklist                | Placering              |
| 21                     | Stefano Oldani (ITA)   | DNF-4                  |
| 22                     | Tobias Bayer (AUT)     | 88.                    |
| 23                     | Nicola Conci (ITA)     | DNF-5                  |
| 24                     | Quinten Hermans (BEL)  | 52.                    |
| 25                     | Jimmy Janssens (BEL)   | 101.                   |
| 26                     | Oscar Riesebeek (NED)  | DNS-4                  |
| 27                     | Robert Stannard (AUS)  | DNF-5                  |

| Arkéa-Samsic ARK | Arkéa-Samsic ARK          | Arkéa-Samsic ARK |
| ---------------- | ------------------------- | ---------------- |
| #                | Cyklist                   | Placering        |
| 31               | Cristián Rodríguez (ESP)  | 14.              |
| 32               | Clément Champoussin (FRA) | DNF-6            |
| 33               | Thibault Guernalec (FRA)  | DNF-6            |
| 34               | Simon Guglielmi (FRA)     | 30.              |
| 35               | Michel Ries (LUX)         | 65.              |
| 36               | Alan Riou (FRA)           | DNF-6            |
| 37               | Alessandro Verre (ITA)    | DNF-2            |

| Astana Qazaqstan Team AST | Astana Qazaqstan Team AST | Astana Qazaqstan Team AST |
| ------------------------- | ------------------------- | ------------------------- |
| #                         | Cyklist                   | Placering                 |
| 41                        | Luis León Sánchez (ESP)   | 22.                       |
| 42                        | Gianni Moscon (ITA)       | DNS-5                     |
| 43                        | David de la Cruz (ESP)    | 31.                       |
| 44                        | Fabio Felline (ITA)       | DNF-5                     |
| 45                        | Andrej Zejts (KAZ)        | 51.                       |
| 46                        | Javier Romo (ESP)         | DNF-3                     |
| 47                        | Christian Scaroni (ITA)   | DNF-4                     |

| Bora-Hansgrohe BOH | Bora-Hansgrohe BOH     | Bora-Hansgrohe BOH |
| ------------------ | ---------------------- | ------------------ |
| #                  | Cyklist                | Placering          |
| 51                 | Emanuel Buchmann (GER) | 19.                |
| 52                 | Giovanni Aleotti (ITA) | 59.                |
| 53                 | Sergio Higuita (COL)   | 6.                 |
| 54                 | Luis-Joe Lührs (GER)   | DNF-5              |
| 55                 | Anton Palzer (GER)     | 60.                |
| 56                 | Ide Schelling (NED)    | DNF-6              |
| 57                 | Florian Lipowitz (GER) | 75.                |

| Cofidis COF | Cofidis COF           | Cofidis COF |
| ----------- | --------------------- | ----------- |
| #           | Cyklist               | Placering   |
| 61          | Ion Izagirre (ESP)    | 3.          |
| 62          | Thomas Champion (FRA) | DNF-6       |
| 63          | Simon Geschke (GER)   | 87.         |
| 64          | José Herrada (ESP)    | 83.         |
| 65          | Jonathan Lastra (ESP) | 35.         |
| 66          | Rémy Rochas (FRA)     | 47.         |
| 67          | Harrison Wood (GBR)   | DNF-3       |

| Team DSM DSM | Team DSM DSM             | Team DSM DSM |
| ------------ | ------------------------ | ------------ |
| #            | Cyklist                  | Placering    |
| 71           | Florian Stork (GER)      | 38.          |
| 72           | Romain Combaud (FRA)     | 100.         |
| 73           | Matthew Dinham (AUS)     | 84.          |
| 74           | Andreas Leknessund (NOR) | 26.          |
| 75           | Martijn Tusveld (NED)    | 70.          |
| 76           | Harm Vanhoucke (BEL)     | 57.          |
| 77           | Henri Vandenabeele (BEL) | DNF-5        |

| EF Education-EasyPost EFE | EF Education-EasyPost EFE        | EF Education-EasyPost EFE |
| ------------------------- | -------------------------------- | ------------------------- |
| #                         | Cyklist                          | Placering                 |
| 81                        | Richard Carapaz (ECU) (landsväg) | DNF-5                     |
| 82                        | Andrey Amador (CRC)              | 80.                       |
| 83                        | Jonathan Caicedo (ECU)           | 77.                       |
| 84                        | Esteban Chaves (COL) (landsväg)  | 12.                       |
| 85                        | Odd Christian Eiking (NOR)       | 46.                       |
| 86                        | Merhawi Kudus (ERI) (landsväg)   | 68.                       |
| 87                        | Rigoberto Urán (COL)             | 18.                       |

| Groupama-FDJ GFC | Groupama-FDJ GFC         | Groupama-FDJ GFC |
| ---------------- | ------------------------ | ---------------- |
| #                | Cyklist                  | Placering        |
| 91               | David Gaudu (FRA)        | 4.               |
| 92               | Bruno Armirail (FRA)     | 61.              |
| 93               | Romain Grégoire (FRA)    | 50.              |
| 94               | Matthieu Ladagnous (FRA) | 97.              |
| 95               | Quentin Pacher (FRA)     | 37.              |
| 96               | Michael Storer (AUS)     | 44.              |
| 97               | Lars van den Berg (NED)  | OTL-6            |

| Intermarché-Circus-Wanty ICW | Intermarché-Circus-Wanty ICW | Intermarché-Circus-Wanty ICW |
| ---------------------------- | ---------------------------- | ---------------------------- |
| #                            | Cyklist                      | Placering                    |
| 101                          | Rui Costa (POR)              | DNF-6                        |
| 102                          | Lilian Calmejane (FRA)       | 62.                          |
| 103                          | Tom Paquot (BEL)             | DNF-4                        |
| 104                          | Laurens Huys (BEL)           | 42.                          |
| 105                          | Dion Smith (NZL)             | 49.                          |
| 106                          | Rein Taaramäe (EST)          | 15.                          |
| 107                          | Georg Zimmermann (GER)       | 54.                          |

| Team Jayco AlUla JAY | Team Jayco AlUla JAY          | Team Jayco AlUla JAY |
| -------------------- | ----------------------------- | -------------------- |
| #                    | Cyklist                       | Placering            |
| 111                  | Simon Yates (GBR)             | 9.                   |
| 112                  | Lawson Craddock (USA)         | 76.                  |
| 113                  | Edward Dunbar (IRL)           | 72.                  |
| 114                  | Chris Harper (AUS)            | DNF-6                |
| 115                  | Christopher Juul-Jensen (DEN) | 71.                  |
| 116                  | Jan Maas (NED)                | 89.                  |
| 117                  | Matteo Sobrero (ITA)          | 16.                  |

| Movistar Team MOV | Movistar Team MOV     | Movistar Team MOV |
| ----------------- | --------------------- | ----------------- |
| #                 | Cyklist               | Placering         |
| 121               | Enric Mas (ESP)       | 5.                |
| 122               | Ruben Guerreiro (POR) | 23.               |
| 123               | Alex Aranburu (ESP)   | 36.               |
| 124               | Jorge Arcas (ESP)     | 86.               |
| 125               | Nelson Oliveira (POR) | 33.               |
| 126               | Gonzalo Serrano (ESP) | 79.               |
| 127               | Gorka Izagirre (ESP)  | 41.               |

| Soudal Quick-Step SOQ | Soudal Quick-Step SOQ | Soudal Quick-Step SOQ |
| --------------------- | --------------------- | --------------------- |
| #                     | Cyklist               | Placering             |
| 131                   | Rémi Cavagna (FRA)    | 63.                   |
| 132                   | Andrea Bagioli (ITA)  | DNF-6                 |
| 133                   | Dries Devenyns (BEL)  | DNF-6                 |
| 134                   | James Knox (GBR)      | 8.                    |
| 135                   | Mauro Schmid (SUI)    | 11.                   |
| 136                   | Martin Svrček (SVK)   | DNF-6                 |
| 137                   | Mattia Cattaneo (ITA) | 25.                   |

| Bahrain Victorious TBV | Bahrain Victorious TBV           | Bahrain Victorious TBV |
| ---------------------- | -------------------------------- | ---------------------- |
| #                      | Cyklist                          | Placering              |
| 141                    | Mikel Landa (ESP)                | 2.                     |
| 142                    | Peio Bilbao (ESP)                | DNS-2                  |
| 143                    | Yukiya Arashiro (JPN) (landsväg) | DNF-6                  |
| 144                    | Rainer Kepplinger (AUT)          | DNF-6                  |
| 145                    | Hermann Pernsteiner (AUT)        | 28.                    |
| 146                    | Jasha Sütterlin (GER)            | DNF-6                  |
| 147                    | Edoardo Zambanini (ITA)          | 67.                    |

| Trek-Segafredo TFS | Trek-Segafredo TFS           | Trek-Segafredo TFS |
| ------------------ | ---------------------------- | ------------------ |
| #                  | Cyklist                      | Placering          |
| 151                | Tony Gallopin (FRA)          | 40.                |
| 152                | Jon Aberasturi (ESP)         | DNF-6              |
| 153                | Amanuel Gebrezgabihier (ERI) | 78.                |
| 154                | Mattias Skjelmose (DEN)      | 17.                |
| 155                | Bauke Mollema (NED)          | 43.                |
| 156                | Juan Pedro López (ESP)       | 24.                |
| 157                | Natnael Tesfatsion (ERI)     | DNF-6              |

| Jumbo-Visma TJV | Jumbo-Visma TJV                | Jumbo-Visma TJV |
| --------------- | ------------------------------ | --------------- |
| #               | Cyklist                        | Placering       |
| 161             | Jonas Vingegaard (DEN)         | 1.              |
| 162             | Rohan Dennis (AUS)             | DNF-4           |
| 163             | Lennard Hofstede (NED)         | DNF-6           |
| 164             | Steven Kruijswijk (NED)        | 32.             |
| 165             | Gijs Leemreize (NED)           | 82.             |
| 166             | Sam Oomen (NED)                | 29.             |
| 167             | Attila Valter (HUN) (landsväg) | 13.             |

| UAE Team Emirates UAD | UAE Team Emirates UAD                | UAE Team Emirates UAD |
| --------------------- | ------------------------------------ | --------------------- |
| #                     | Cyklist                              | Placering             |
| 171                   | Brandon McNulty (USA)                | 7.                    |
| 172                   | Marc Hirschi (SUI)                   | 39.                   |
| 173                   | Davide Formolo (ITA)                 | DNF-6                 |
| 174                   | Felix Großschartner (AUT) (landsväg) | DNF-6                 |
| 175                   | Michael Vink (NZL)                   | 91.                   |
| 176                   | Marc Soler (ESP)                     | DNF-2                 |
| 177                   | Domen Novak (SLO)                    | 98.                   |

| Burgos-BH BBH | Burgos-BH BBH                  | Burgos-BH BBH |
| ------------- | ------------------------------ | ------------- |
| #             | Cyklist                        | Placering     |
| 181           | Ander Okamika (ESP)            | 90.           |
| 182           | Andrés Camilo Ardila (COL)     | DNF-5         |
| 183           | Antonio Angulo (ESP)           | DNF-6         |
| 184           | José Manuel Díaz Gallego (ESP) | DNF-6         |
| 185           | Jesús Ezquerra (ESP)           | DNS-4         |
| 186           | Victor Langellotti (MON)       | 56.           |
| 187           | Daniel Navarro (ESP)           | DNF-6         |

| Caja Rural-Seguros RGA CJR | Caja Rural-Seguros RGA CJR    | Caja Rural-Seguros RGA CJR |
| -------------------------- | ----------------------------- | -------------------------- |
| #                          | Cyklist                       | Placering                  |
| 191                        | Jokin Murguialday (ESP)       | DNF-6                      |
| 192                        | Orluis Aular (VEN) (landsväg) | DNS-6                      |
| 193                        | Abel Balderstone (ESP)        | 66.                        |
| 194                        | Jon Barrenetxea (ESP)         | 99.                        |
| 195                        | Jefferson Cepeda (ECU)        | DNF-6                      |
| 196                        | Joel Nicolau (ESP)            | 102.                       |
| 197                        | Eduard Prades (ESP)           | DNF-5                      |

| Equipo Kern Pharma EKP | Equipo Kern Pharma EKP     | Equipo Kern Pharma EKP |
| ---------------------- | -------------------------- | ---------------------- |
| #                      | Cyklist                    | Placering              |
| 201                    | Jordi López (ESP)          | 96.                    |
| 202                    | Jon Agirre (ESP)           | DNF-6                  |
| 203                    | Igor Arrieta (ESP)         | 27.                    |
| 204                    | Giovanni Carboni (ITA)     | 74.                    |
| 205                    | Iñigo Elosegui (ESP)       | DNS-6                  |
| 206                    | Carlos García Pierna (ESP) | OTL-6                  |
| 207                    | Ibon Ruiz (ESP)            | 95.                    |

| Euskaltel-Euskadi EUS | Euskaltel-Euskadi EUS  | Euskaltel-Euskadi EUS |
| --------------------- | ---------------------- | --------------------- |
| #                     | Cyklist                | Placering             |
| 211                   | Mikel Bizkarra (ESP)   | 21.                   |
| 212                   | Joan Bou (ESP)         | 85.                   |
| 213                   | Carlos Canal (ESP)     | DNF-6                 |
| 214                   | Asier Etxeberria (ESP) | DNF-6                 |
| 215                   | Unai Iribar (ESP)      | 64.                   |
| 216                   | Txomin Juaristi (ESP)  | 81.                   |
| 217                   | Gotzon Martín (ESP)    | 45.                   |

| TotalEnergies TEN | TotalEnergies TEN         | TotalEnergies TEN |
| ----------------- | ------------------------- | ----------------- |
| #                 | Cyklist                   | Placering         |
| 221               | Víctor de la Parte (ESP)  | 20.               |
| 222               | Mathieu Burgaudeau (FRA)  | 53.               |
| 223               | Jérémy Cabot (FRA)        | 94.               |
| 224               | Steff Cras (BEL)          | DNF-6             |
| 225               | Alan Jousseaume (FRA)     | 58.               |
| 226               | Pierre-Roger Latour (FRA) | DNF-6             |
| 227               | Alexis Vuillermoz (FRA)   | DNF-2             |

Förklaringar
DNF = Fullföljde inte, OTL = Utanför tidsgränsen, DNS = Startade inte, DSQ = Diskvalificerad